# Zakoziel
Zakoziel (biał. i ros. Закозель, hist. również Zakoziele) – agromiasteczko na Białorusi, w rejonie drohiczyńskim obwodu brzeskiego, około 12 km na południowy zachód od Drohiczyna.
Siedziba parafii prawosławnej pw. św. Mikołaja Cudotwórcy.

## Historia
Pierwsza znana dziś wzmianka o Zakozielu pochodzi z XIII wieku. W 1521 roku był królewszczyzną. W XVIII wieku stał się własnością rodziny Orzeszków herbu Korab. Pierwszym znanym właścicielem majątku był Józef Orzeszko, po którym dobra te odziedziczył jego syn Nikodem (zm. w 1843 roku), a po nim Kalikst (1822–1891), w 1858 roku marszałek szlachty grodzieńskiej, kamerjunkier dworu carskiego. W latach 90. XIX wieku zakozielskie dobra Orzeszków liczyły 8018 dziesięcin ziemi. Prawdopodobnie ostatnim z linii Orzeszków właścicielem Zakoziela był Nikodem, syn Nikodema. Chyba to on sprzedał majątek Rosjance hr. Nadieżdzie Bobrinskiej. Ponieważ po I wojnie światowej tereny te znalazły się w Polsce, w 1922 roku jej syn, Aleksiej, sprzedał Zakoziel Zygmuntowi Witoldowi Wesołowskiemu z Warszawy, który był ostatnim właścicielem majątku.
Po III rozbiorze Polski w 1795 roku Zakoziel, wcześniej należący do województwa brzeskolitewskiego Rzeczypospolitej, znalazł się na terenie guberni słonimskiej (1795–1796), później litewskiej (1797–1801) i guberni grudzieńskiej (1801–1915) Imperium Rosyjskiego. 
Po ustabilizowaniu się granicy polsko-radzieckiej w 1921 roku Zakoziel znalazł się na terenie Polski, w gminie Woławel w powiecie drohickim województwa poleskiego, od 1945 roku – w ZSRR, od 1991 roku – na terenie Republiki Białorusi.

## Dwór i kaplica Orzeszków
- Na początku XIX wieku prawdopodobnie Nikodem Orzeszko wzniósł w Zakozielu parterowy dwór, znany z rysunku Napoleona Ordy z 1863 roku. Orda jednak mocno skrócił budynek. W rzeczywistości dwór składał się z trzech korpusów: środkowy, wysoki korpus był pięcioosiowy z centralnymi, oszklonymi drzwiami w ryzalicie tworzonym przez dwie pary kolumn w wielkim porządku, które podpierały trójkątny szczyt. Boczne, trzyosiowe, choć różnej długości korpusy były ozdobione parami przyściennych kolumn flankującymi każdą oś. Hrabina Bobrinskaja poddała dwór gruntownej przebudowie, zachowując jego pierwotny styl. W pobliżu wybudowała krytą ujeżdżalnię i komfortową stajnię dla koni wyścigowych. Zygmunt Wesołowski po 1922 roku kontynuował rozbudowę, jednak w jej wyniku dwór całkowicie zatracił swój klasycystyczny styl[4]. Do dziś zachowała się jedynie część jednego z bocznych korpusów[3][7].

- poza dworem na uwagę zasługuje długi budynek z 1906 roku, wykorzystywany jako gorzelnia (zachowany do dziś),
- neogotycka kaplica grobowa Orzeszków, wzniesiona w 1839 roku według projektu Franciszka Jaszczołda (po powstaniu styczniowym przerobiona na kaplicę prawosławną[8][9]). Według miejscowej legendy, po stłumieniu powstania styczniowego 1863-1864, w górnej części kaplicy ukrywał się Romuald Traugutt. Schronienie to zaproponowała mu Eliza Orzeszkowa, która po ustaniu poszukiwań pomogła przetransportować Traugutta do Warszawy. Mąż Elizy, Piotr Orzeszko, za udział w powstaniu został zesłany do prowincji Perm, a znajdujący się w pobliżu majątek Ludwinów został skonfiskowany. W 1915 roku Niemcy zrabowali miedziany dach z kaplicy, który zastąpiono cynkowym. Po 1945 roku kaplica niszczała. W 2020 rozpoczęto jej remont.
- park wokół dworu miał powierzchnię kilkunastu hektarów[4].

Ruiny kaplicy i pozostałości po fragmencie dworu i parku są dziś zabytkami kulturalno-historycznymi Białorusi.

Majątek w Zakozielu jest opisany w 2. tomie Dziejów rezydencji na dawnych kresach Rzeczypospolitej Romana Aftanazego.

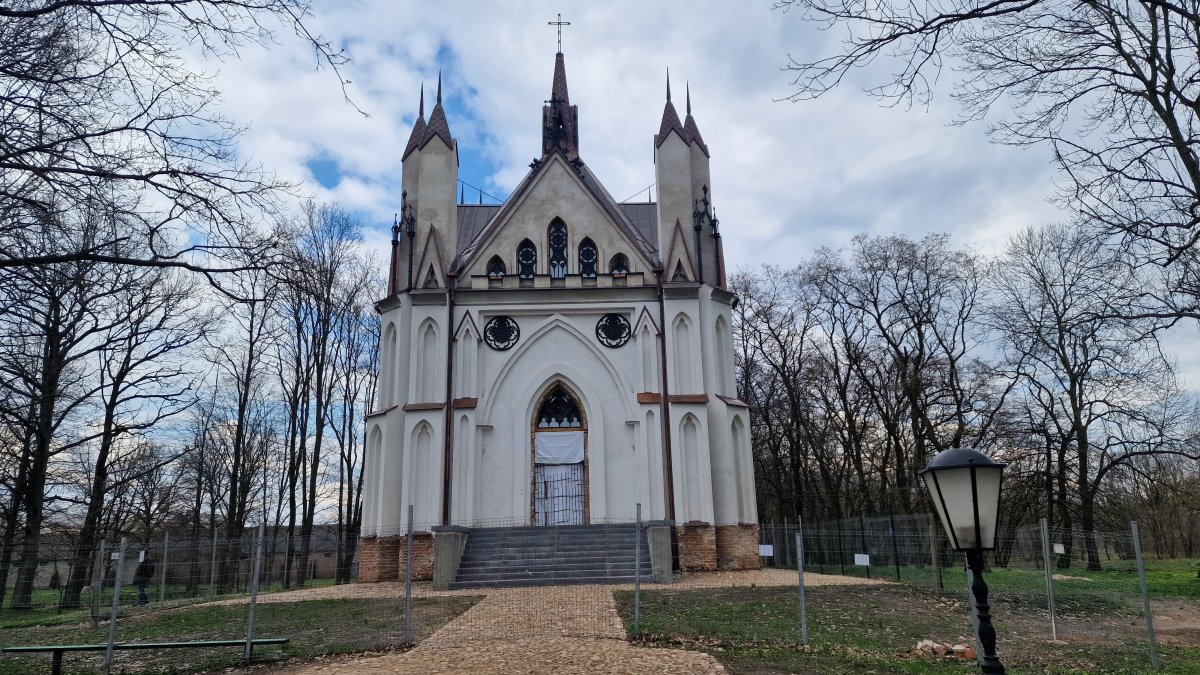
Kaplica grobowa Orzeszków
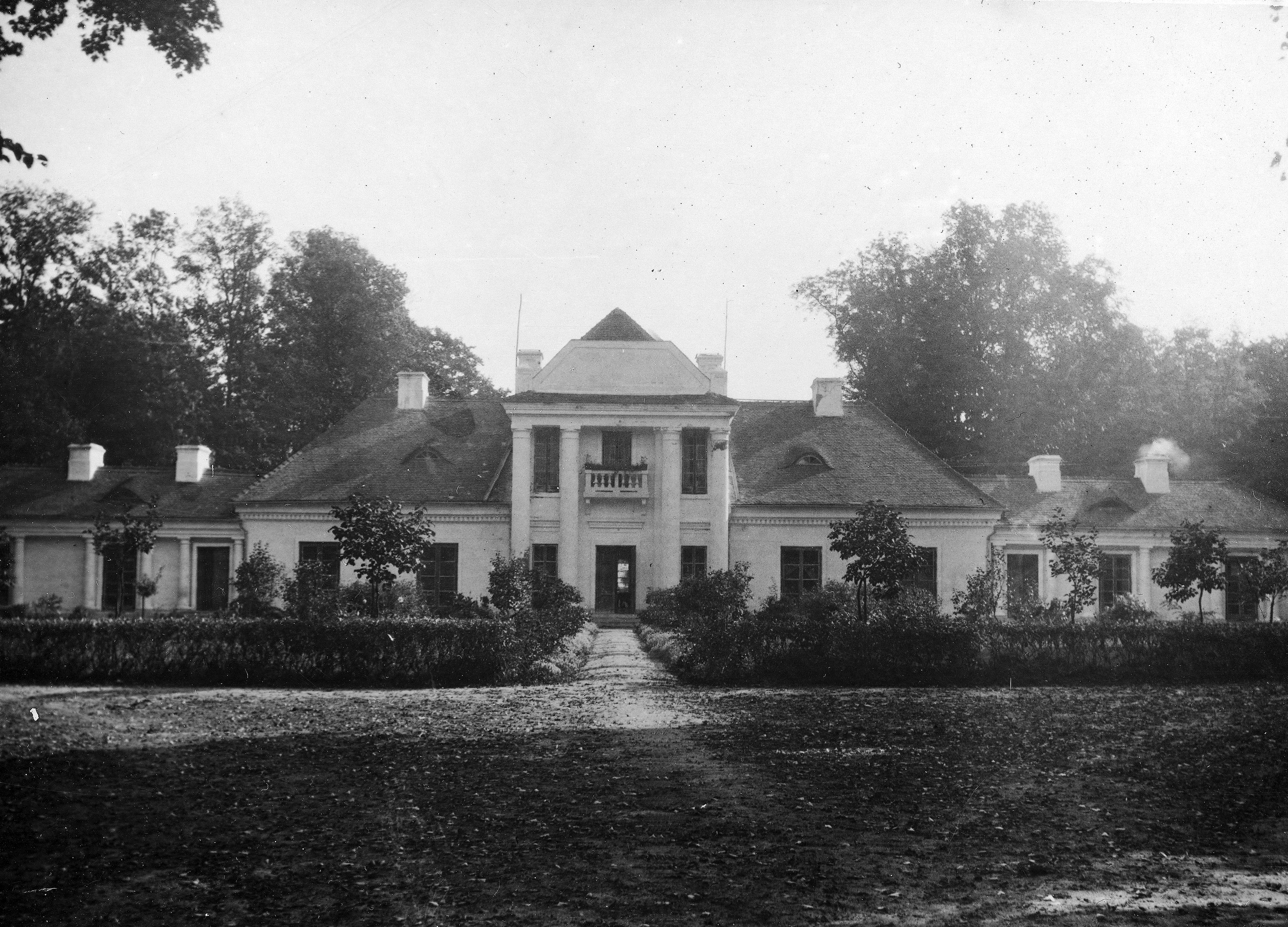
Dwór w 1937
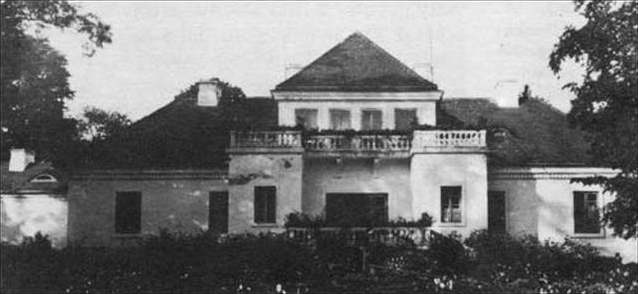
Dwór w 1937
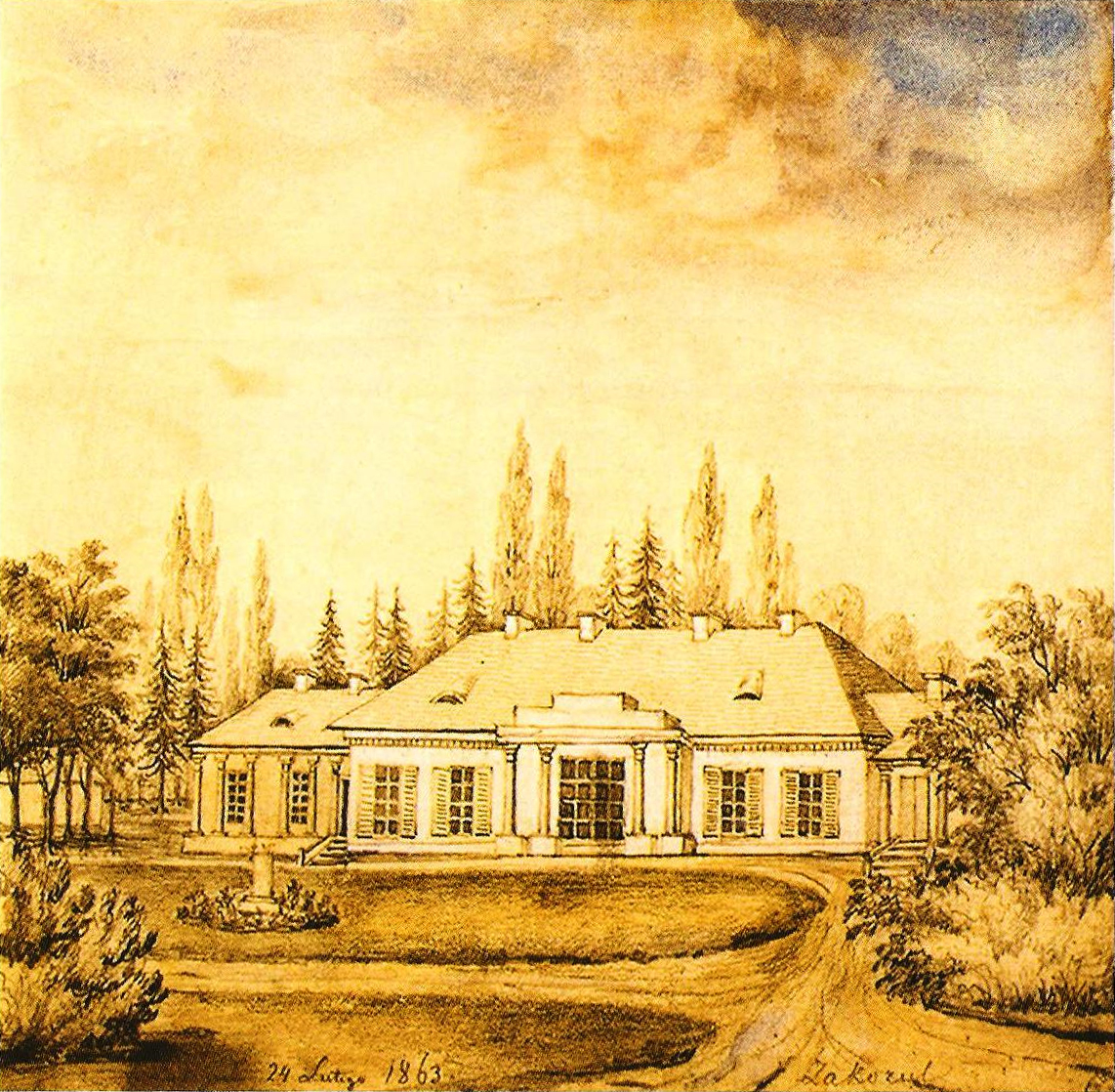
Dwór w czasach Orzeszków (1863)
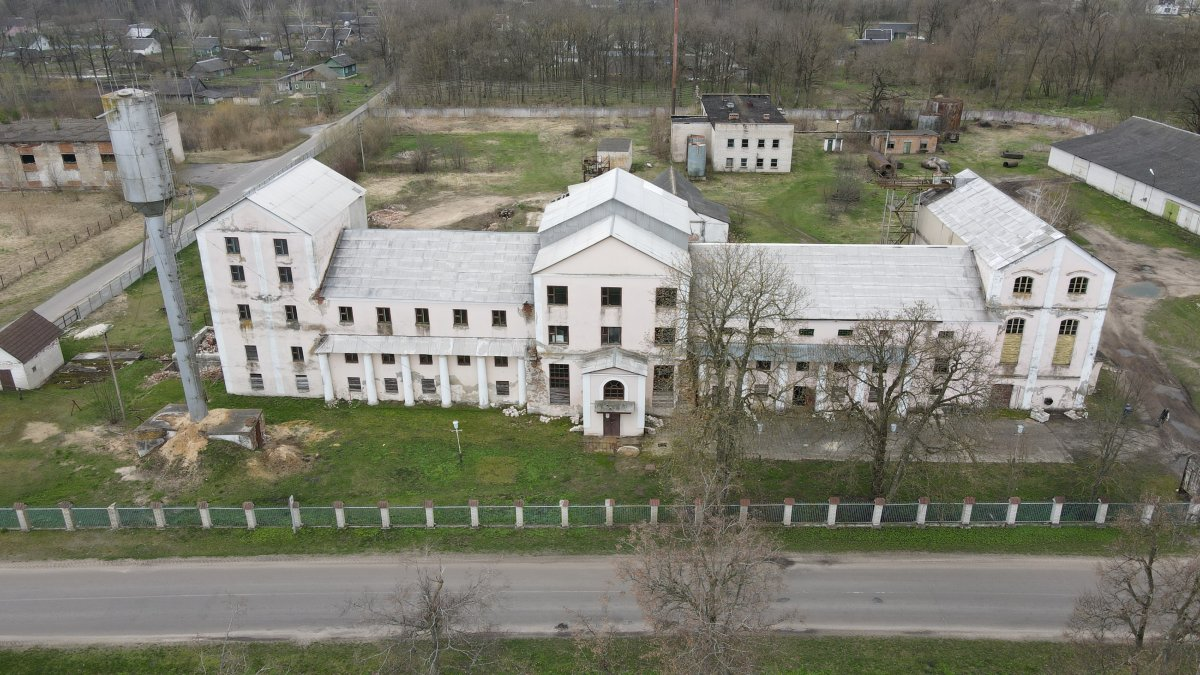
Browar z 1906 r.
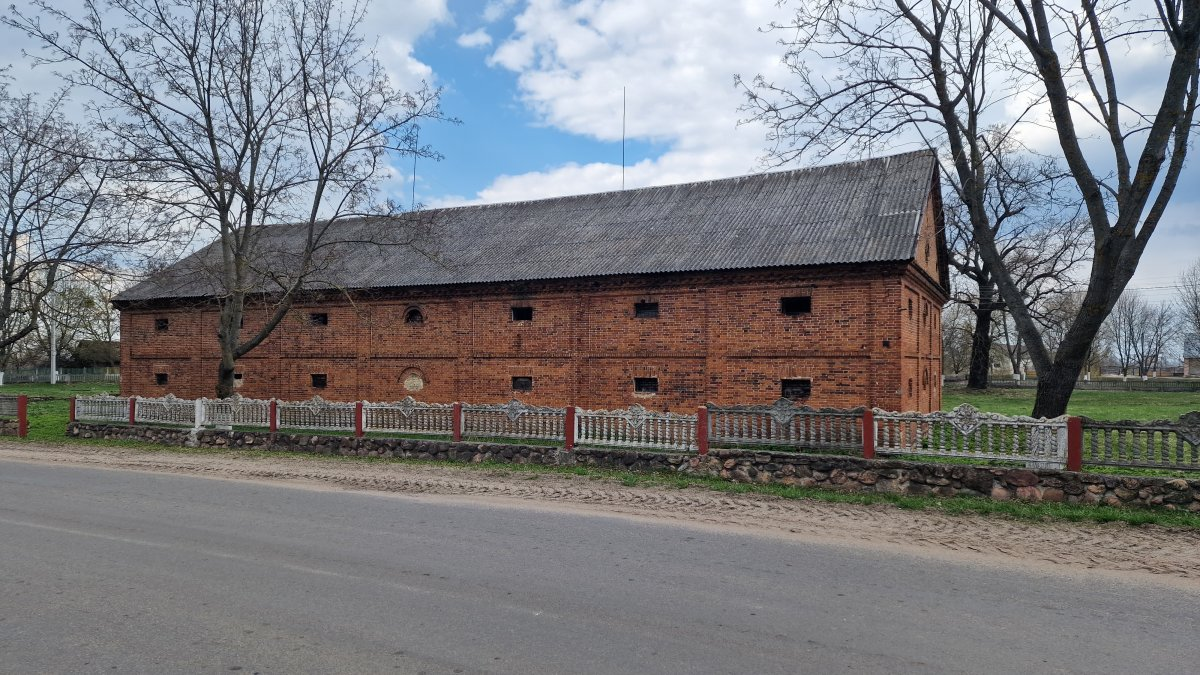
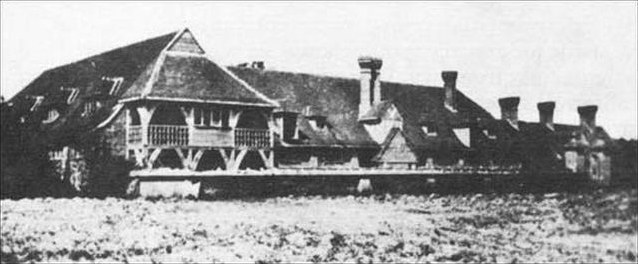
Budynek gospodarczy w 1937